# Monts Baret
Pour les articles homonymes, voir Baret (homonymie).
Les monts Baret (Baret Montes) sont une chaîne de montagnes située sur la planète naine Pluton, dans l'ouest de la région Tombaugh.
| Viking Terra                | Monts al-Idrissi Plaine Spoutnik | Monts Zheng He  |
| Viking Terra Macule Cthulhu | Monts Baret                      | Plaine Spoutnik |
| Macule Cthulhu              | Région Tombaugh                  | Monts Hillary   |

L'équipe de New Horizons a proposé en juillet 2015 le nom de monts Baré pour baptiser cette chaîne, en l'honneur de Jeanne Barret. C'est l'orthographe monts Baret, qui est approuvée par l'Union astronomique internationale le 26 avril 2018.